# Jesper Thilo
Jesper Thilo (født 28. november 1941) er en dansk jazzmusiker. Han spiller saxofon og er konservatorieuddannet på klarinet.
1953-1960 spillede han klarinet og basun i forskellige New Orleans-grupper. Han slog igennem på tenorsaxofon i Arnvid Meyers orkester 1960-1964, hvor hans spillestil blev sammenlignet med Ben Websters og Coleman Hawkins'. 1966-1989 var han medlem af Radioens Big Band, hvor han fortrinsvis spillede altsaxofon.
Han har desuden medvirket som solist i symfoniorkestre. 1971 modtog han prisen som årets danske jazzmusiker og modtog i 1977 som den første Ben Webster-prisen. Siden 1985 har han haft egne orkestre.
I år 2000 udgav han en samling anekdoter, med kollegaen og vennen Erik Moseholm som Ghostwriter og redaktør, Man ska' ku' se komikken på forlaget Lindhardt og Ringhof.

## Galleri
- Foto: Hreinn Gudlaugsson
- Foto: Hreinn Gudlaugsson